# Blauelster
Die Blauelster (Cyanopica cooki) ist eine Vogelart aus der Familie der Rabenvögel (Corvidae), die im Zentrum und im Südwesten der Iberischen Halbinsel beheimatet ist.

## Merkmale

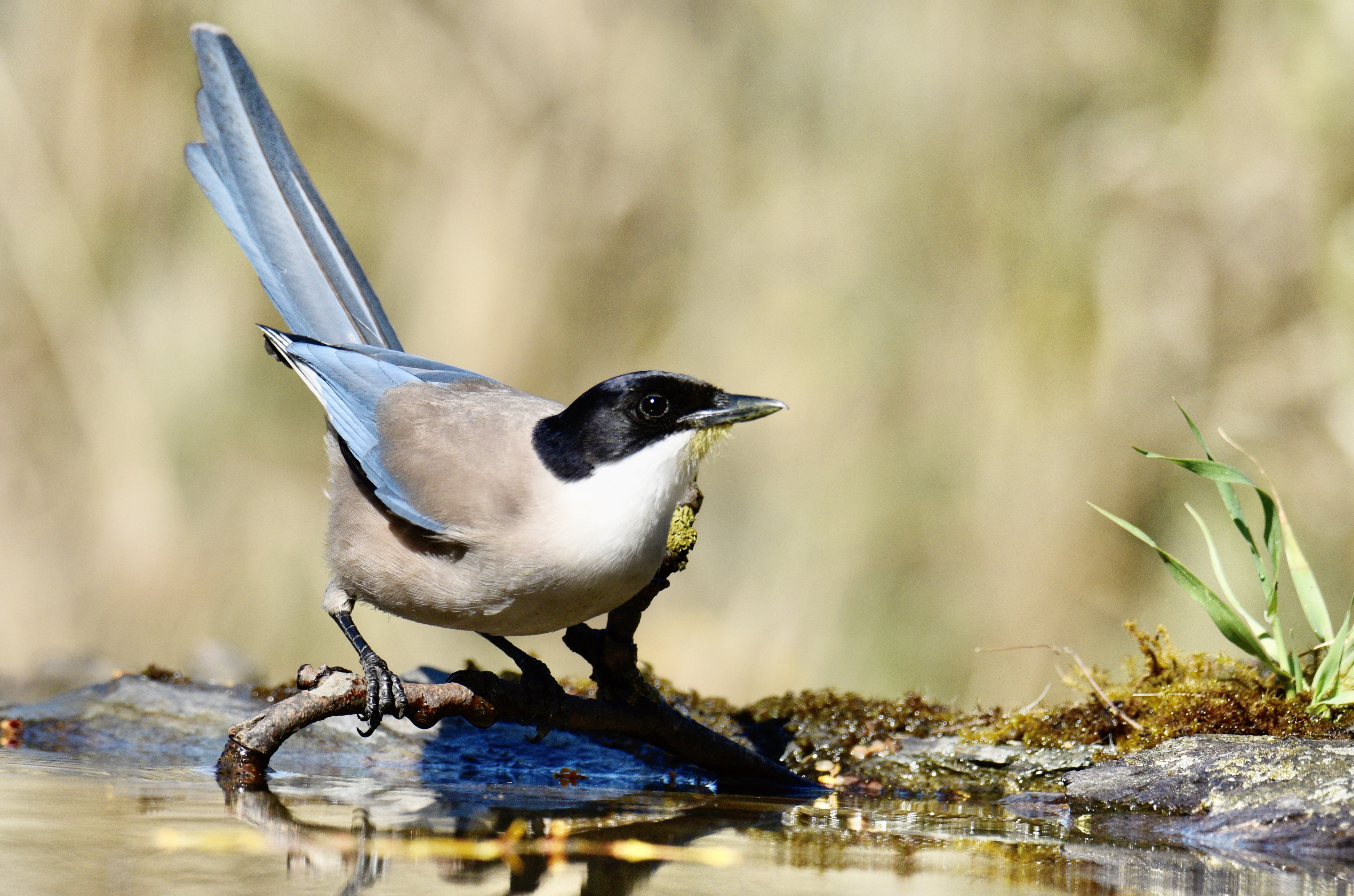
Blauelster

Die Blauelster erreicht eine Gesamtlänge von 34 bis 36 Zentimeter bei einem Gewicht von 65 bis 76 Gramm. Sie hat eine graubraune Rumpffärbung und eine bis unter die Augen reichende schwarze Kopfkappe. Die Flügel und der Schwanz sind blau. Der Kopf ist relativ groß, die Flügel sind relativ kurz und breit. Der Schwanz ist lang, ziemlich breit und stark abgestuft. Der Schnabel ist vergleichsweise kurz.
Die Iris ist dunkelbraun bis schwarz, Schnabel, Beine und Füße sind schwarz. Die Geschlechter unterscheiden sich äußerlich nicht.

## Lebensraum
Die Blauelster ist auf der Iberischen Halbinsel ein typischer Vogel der offenen Baumlandschaften, häufig tritt sie in den offenen, immergrünen Wäldern aus Kork- und anderen Eichenarten (z. B. Steineiche, Pyrenäen-Eiche), lichten Pinienhainen, Pinien-Eichen-Mischwäldern sowie Kiefernwäldern (z. B. Aleppo-Kiefer) auf. Eingeführte hohe Eucalyptusbäume werden oft zum Schlafen genutzt.

## Ernährung
Wie fast alle Rabenvögel ist die Blauelster ein Allesfresser. Zum Nahrungsspektrum gehören Käfer und andere Insekten und deren Larven, darunter auch haarige Raupen, sowie Tausendfüßler, Schnecken und Blutegel, Nüsse und Früchte, darunter Weintrauben, Oliven, Maulbeeren, Myrte, Kirschen, Seidelbast, Eicheln und Pinienkerne. Außerdem werden nestjunge Vögel, gerade flügge gewordene Haussperlinge und Rauchschwalben gefangen und gefressen. Die Futtersuche erfolgt gruppenweise, wobei die Vögel einem führenden Individuum folgen und sich dabei von Baum zu Baum bewegen. Auf dem Boden wird zur Futtersuche das Falllaub umgewälzt und Totholz wird intensiv abgesucht. Überschüssige Nahrung wird in Erdlöchern versteckt.

## Fortpflanzung

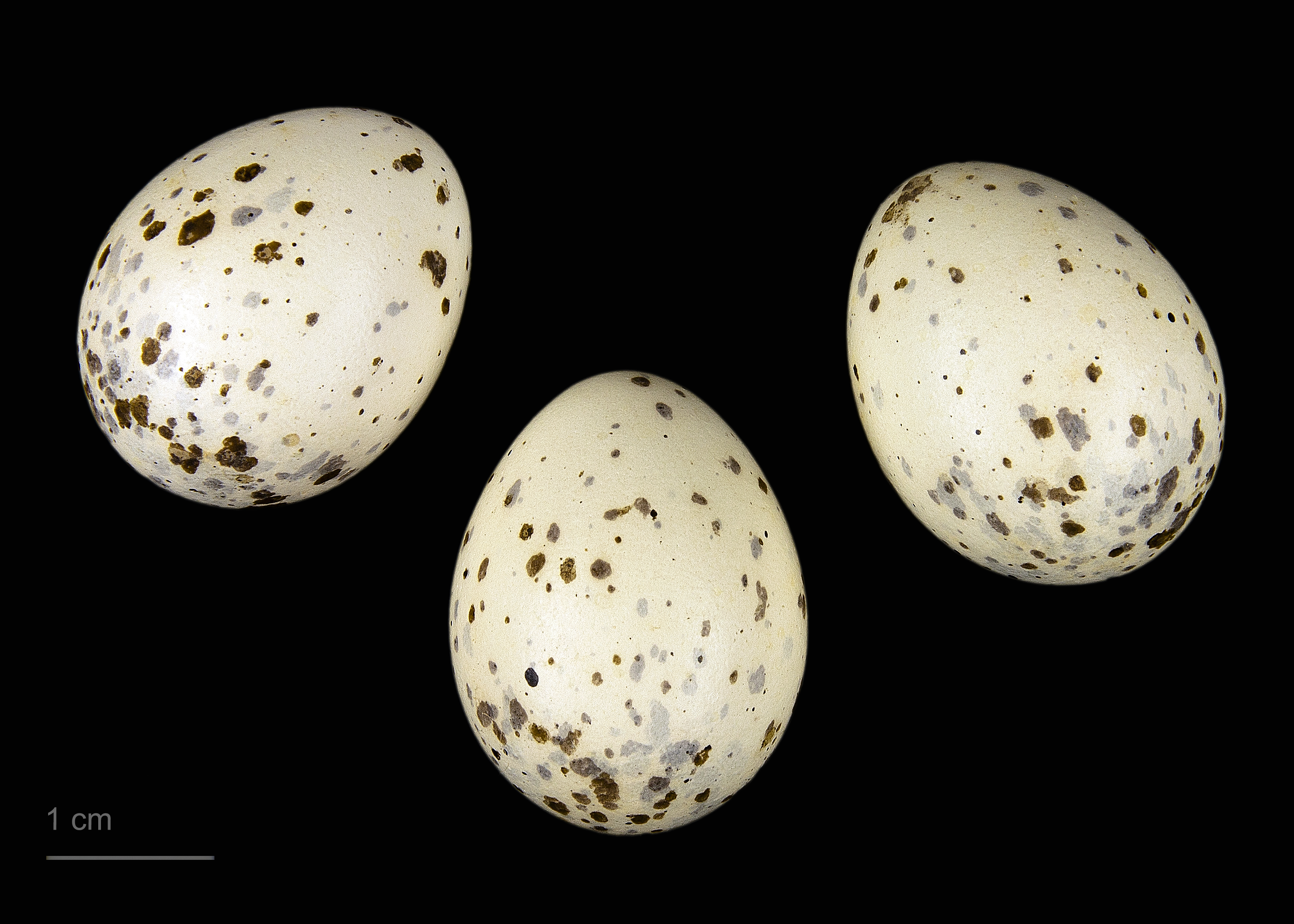
Eier der Blauelster, Sammlung Museum von Toulouse

Blauelstern brüten von Anfang April bis Ende Mai, in höheren Lagen in Zentralspanien bis Mitte Juni. Wahrscheinlich sind die Brutpaare monogam. Die Vögel brüten meistens in kleinen, lockeren Kolonien von 2 bis 8 Paaren, aber selten mit mehr als einem Nest in einem einzigen Baum. Das Nest wird 3 bis 7 Meter über dem Erdboden in einer Astgabelung möglichst weit vom Stamm entfernt gebaut. Den 10 bis 18 Tage dauernden Nestbau übernehmen vor allem die Weibchen. Männchen schaffen jedoch Nistmaterial heran. Der Grund des Nestes besteht aus Zweigen, darüber kommt eine dicke Schicht aus Schlamm oder Dung und darauf eine Schicht aus weichem Pflanzenmaterial, Wolle und Tierhaaren. Das Gelege besteht aus 4 bis 9 Eiern, meist sind es 5 bis 7. Nur das Weibchen brütet. Nach 15 bis 16 Tagen schlüpfen die Jungvögel, die anschließend von beiden Elternteilen und Jungtieren aus dem Vorjahr als Helfer gefüttert werden. Die Jungvögel werden nach 14 bis 16 Tagen flügge.

## Systematik

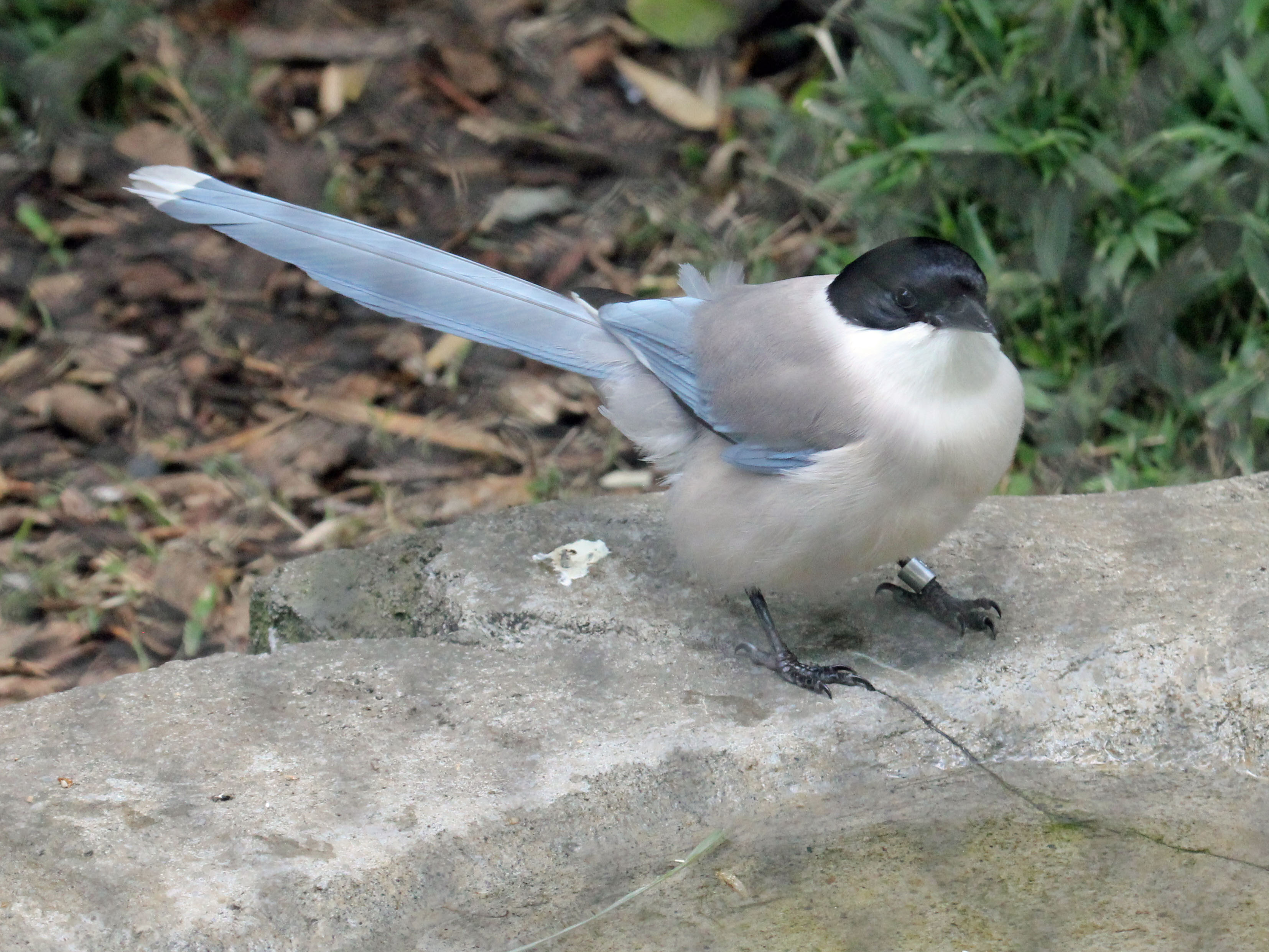
Die ostasiatische Azurelster

Die Blauelster wurde 1850 durch den italienischen Ornithologen Charles Lucien Jules Laurent Bonaparte erstmals wissenschaftlich beschrieben und dabei der mit der Erstbeschreibung neu eingeführten Gattung Cyanopica zugeordnet. Sie wurde lange Zeit als konspezifisch mit der ostasiatischen Blauelster (jetzt Azurelster (Cyanopica cyanus)) angesehen. Aufgrund molekularbiologischer Daten wird sie jetzt aber als eigenständige Art angesehen. Von der Azurelster unterscheidet sich die Blauelster durch ihren kürzeren Schnabel, den kürzeren Schwanz, dem Fehlen der weißen Färbung an der Schwanzspitze, die eher rosagraue Grundfärbung (taubengrau bei der Azurelster) und dem etwas höheren, weniger rauen Ruf. Außerdem ist die Blauelster eher auf ländliche Gebiete beschränkt, während die Azurelster als Kulturfolger oft in städtischen Parks zu finden ist.

## Gefährdung
Die IUCN schätzt den Bestand der Blauelster als ungefährdet ein. Im Jahr 2004 schätzte die Vogelschutzorganisation BirdLife International, dass es 780.000 bis 1.380.000 Exemplare und 260.000 bis 460.000 brütende Paare gibt.